# Bealjasvarri

Bealjasvarri (på samiska Bealjášvárri) är ett lågfjäll i Kautokeino kommun, Norge, vars högsta punkt ligger 576 meter över havet.. Bealjasvarris topp utgör den sydligaste av de mätpunkter i Norge som ingår i världsarvet Struves meridianbåge.